# Cliniodes ineptalis
Cliniodes ineptalis là một loài bướm đêm trong họ Crambidae.